# Chthonos pectorosa
Espèce
Synonymes
- Tecmessa pectorosa O. Pickard-Cambridge, 1882

Chthonos pectorosa est une espèce d'araignées aranéomorphes de la famille des Theridiosomatidae.

## Distribution
Cette espèce est endémique du Brésil.

## Description
La femelle décrite par Coddington en 1986 mesure 1,9 mm.

## Publication originale
- O. Pickard-Cambridge, 1882 : On new genera and species of Araneidea. Proceedings of the Zoological Society of London, vol. 1882, p. 423-442 (texte intégral).